# 시오 제임스
시오 제임스(Theo James, 1984년 12월 16일 ~ )는 잉글랜드의 배우이다.

## 출연 작품

### 영화
- 환상의 그대 (2010)
- 언더월드 4: 어웨이크닝 (2012)
  - 언더월드: 블러드 워 (2016)
- 다이버전트 (2014) - 포 역
  - 인서전트 (2015)
  - 얼리전트 (2016)
- 로즈 (2016) - 곤트 신부 역
- 뷰티풀 프래니 (2015)
- 백스태빙 포 비기너스 (2018, Backstabbing for Beginners)
- 조 (2018) - 애시 역
- 종말의 끝 (2018, How It Ends)
- 런던 필드 (2018)
- 퍼펙트 파트너 (2019, Lying and Stealing)
- 아카이브 (2020, Archive) - 조지 앨모어 역
- 위쳐: 늑대의 악몽 (2021) - 베세미르 역 (목소리)
- 듀얼: 나를 죽여라 (2022) - 로버트 마이클스 역

### 텔레비전
- 다운튼 애비 (2010)
- 위쳐 (2019)
- 시간 여행자의 아내 (2022)
- 화이트 로투스 (2022)
- 젠틀맨: 더 시리즈 (2024)

### TV 애니메이션
- 캐슬바니아 (2018-21)
- 엑스맨 '97 (2024)